# Hmotný bod
Hmotný bod je fyzikální abstrakce/model reálné situace v prostoru, kterému je přiřazena hmotnost o určité velikosti. Takto definovaný hmotný bod je bezrozměrným útvarem a používá se tedy pouze pokud vás nezajímá deformace ani otáčení daného tělesa, ale pouze jeho pohyb podél určité křivky, tedy o jeho posuvném pohybu.
Hmotný bod je abstraktní náhrada za skutečné těleso (nebo jeho část), jehož tvar a rozměry nejsou pro sledovaný jev podstatné a lze je tedy zanedbat. Některé vlastnosti tělesa se přenáší i na hmotný bod, jde např. o hmotnost, polohu, rychlost, elektrický náboj apod.
Hmotný bod je obvykle ztotožňován s těžištěm popisovaného tělesa.
Hmotný bod je nejjednodušším zjednodušením tělesa.

## Příklady
Pojem hmotného bodu se používá nejen pro tělesa malých rozměrů.
Např. při sledování pohybu malého tělesa v gravitačním poli lze postupovat tak, že se zanedbá odpor vzduchu. V takovém případě působí na těleso pouze gravitační pole a vzhledem k malým rozměrům tělesa je možné jej nahradit hmotným bodem. Při uvažování odporu vzduchu je nutné znát tvar pohybujícího se tělesa, neboť na něm závisí odporová síla, a v takovém případě již těleso hmotným bodem nahradit nelze.
Jiným příkladem může být nahrazení planety obíhající kolem Slunce za hmotný bod. Pokud je sledován pohyb jednotlivých planet ve sluneční soustavě, předpokládá se, že jednotlivé planety jsou od sebe dostatečně vzdálené, a nezáleží na jejich rotaci a dalších vlastnostech, které souvisejí s tvarem a rozměry planet, pak lze planety považovat za hmotné body. Při přiblížení a sledování například vlivu Měsíce na Zemi (slapové jevy apod.) ale nelze náhradu hmotným bodem provést.

### Soustava hmotných bodů
Často se také používá náhrada tělesa soustavou hmotných bodů (tedy vhodně zvolené části tělesa jsou nahrazeny hmotnými body). Následně se sledují síly působící mezi jednotlivými hmotnými body soustavy, odpovídající namáhání jednotlivých částí tělesa. Tento postup bývá využíván například při statickém posuzování staveb.
Pojem hmotného bodu je užitečný pro teoretickou výstavbu mechaniky, například pro popis makroskopických těles lze použít představu, že takové těleso je složeno z velkého množství vzájemně vázaných hmotných bodů. Lze také říci, že hmota reálného tělesa je vyplněna nekonečným počtem soumezných hmotných bodů.

## Volný hmotný bod
Pokud na hmotný bod nepůsobí žádné vazby, označujeme jej jako volný hmotný bod. Vztažné soustavy, vzhledem ke kterým je volný hmotný bod v klidu nebo rovnoměrném přímočarém pohybu jsou inerciálními soustavami. V opačném případě se jedná o neinerciální soustavu.